# Günter Bialas
Günter Bialas (Bielschowitz, 19 luglio 1907 – Glonn, 18 luglio 1995) è stato un compositore tedesco.

## Biografia
Günter Bialas nasce nel 1907 nella cittadina di Bielschowitz, nell'Alta Slesia tedesca, dal 1945 passata nel Voivodato della Slesia e inglobata come quartiere della città polacca di Ruda Śląska. Durante l'adolescenza riceve le prime lezioni di pianoforte e di teoria musicale da Fritz Lubrich, un ex studente di Max Reger, a Katowice. Nel 1926 si diploma al Minderheiten-Gymnasium di Katowice e dal 1927 al 1931 studia musicologia, germanistica e storia alla Università di Breslavia. Prosegue gli studi musicali all'Accademia delle arti di Berlino e dal 1934 al 1937 insegna alla scuola femminile delle Orsoline di Breslavia-Carlowitz. Nel frattempo continua gli studi di composizione sotto la guida di Max Trapp e, tramite amici comuni, conosce Sergiu Celibidache mentre si prepara per gli esami di ammissione alla Universität der Künste Berlin.
Nel 1939 diventa docente di teoria musicale e composizione del dipartimento di Educazione musicale dell'Università di Breslavia. Dopo il servizio militare e la prigionia dal 1941 al 1945 è costretto ad abbandonare la Slesia con la moglie, la cantante Gerda Specht. Nel 1946 si trasferisce in Baviera dove Bialas trova lavoro come direttore del Munich Bach-Verein. Nel 1947 è docente esterno di composizione per i corsi della Nordwestdeutschen Musikakademie, per essere nominato professore tre anni dopo. Nel 1959 diventa professore alla Hochschule für Musik und Theater München, incarico che mantiene fino al pensionamento nel 1972.
Dal 1974 al 1979 è stato direttore della Divisione musica dell'Accademia d'arte di Baviera di Monaco di Baviera. Nel 1998 è stato istituito il  Gerda-und-Günter-Bialas-Preis, un premio di composizione biennale finanziato dalla GEMA e assegnato dall'Accademia Bavarese di Belle Arti.
Bialas è considerato uno dei più influenti insegnanti di composizione della Germania post-bellica. Il suo modo di insegnamento non dottrinale o impositivo può essere apprezzato nella varietà stilistica di alcuni suoi allievi, tra cui Nicolaus Huber, Peter Michael Hamel, Wilfried Hiller, Heinz Winbeck, Ulrich Stranz, Michael Denhoff, Manfred Kluge, e Gerd Zacher.

## Stile
Bialas notò con dispiacere come i compositori tedeschi a lui contemporanei sentissero ancora forte la dicotomia ottocentesca tra musica a programma e musica pura. Al contrario, in gran parte delle sue opere Bialas cerca di riconciliare questi due ideali mai pienamente separati, creando una musica in continua tensione tra l'aspetto più puramente astratto e quello illustrativo. Il compositore usa immagini di grande forza evocativa per poi spingere l'ascoltatore a coglierne il significato più astratto, superandone dunque l'immagine stereotipata.
Un esempio di questa tecnica può ritrovarsi negli Haiku per baritono e pianoforte. Dei versi "...avevo promesso di non crescere più, ma la campana del nuovo anno sta suonando", Bialas cattura il rintocco della campana con un ostinato melodico, ma al tempo stesso supera questa immagine per raggiungere un'evocazione puramente musicale dell'idea di perseveranza. L'ostinato rimane dunque come mezzo espressivo musicale che rifugge l'immagine concreta e al tempo stesso non ricade del dominio della musica pura. In tal modo Bialas persegue un'estetica di riconciliazione tra immagine e musica, obiettivo che, come egli stesso sottolinea, ricerca anche nei brani privi di testo.
Egli stesso spiega anche la sua tendenza versa la miniatura, o piuttosto una certa rarefazione musicale. Dopo aver abbandonato lo stile estroverso e sferzante degli anni 1950, Bialas è in grado, attraverso la riscoperta di tecniche antiche come l'eterofonia dell'antica Grecia, di raggiungere un'arte fatta di omissioni deliberate, fissando come obiettivo la semplicità più estrema. Per fare ciò, rinuncia in modo calcolato all'abbondanza di mezzi espressivi, considerando la manipolazione tecnica e il costruttivismo musicale come un passaggio inevitabile attraverso cui passare per raggiungere un livello compositivo superiore.
La "lucidità" diviene allora la parola chiave per spiegare la visione musicale di Bialas. Si spiega così la violenta avversione del compositore verso il metodo compositivo seriale che, nella sua opinione, porta all'indistinguibilità dei contenuti e quindi a una musica priva di significato. Al contrario, proprio il significato musicale è la pietra miliare dell'opera di Bialas, sebbene questo non vada ridotto alla semplice descrizione di situazioni. Nelle opere più tarde, il linguaggio diventa sempre più sfaccettato con una chiara tendenza a porsi in bilico tra tragedia e commedia. Questo è particolarmente chiaro nel ciclo del 1983 su testi di Heine, dove questa ricerca è pienamente in accordo con la personalità del poeta, sempre a cavallo tra lirismo e ironia.

## Composizioni
Opere
- Hero und Leander (prima esecuzione: 1966, Mannheim)
- Die Geschichte von Aucassin und Nicolette (prima esecuzione: 1969, Bayerische Staatsoper di Monaco)
- Der Gestiefelte Kater (prima esecuzione: 1976, Schwetzingen)
- Aus der Matratzengruft (prima esecuzione: 1992, Kiel)

Balletti
- Meyerbeer-Paraphrasen (prima esecuzione: 1974, Amburgo)

Oratorii
- Im Anfang (1961), ispirato dal Libro della Genesi su testo di Martin Buber, per tre voci in eco, coro e orchestra
- Lamento di Orlando (1983–85) per baritono, coro misto e orchestra

Cantate
- Indianische Kantate (1949), su testi originali, per baritono, coro da camera, 8 strumenti e percussioni
- Preisungen (1964), su testo di Martin Buber, per baritono e orchestra

Musica orchestrale
- Romanzero (1955)
- Seranata (1955)
- Sinfonia Piccola (1960)
- Waldmusik (1977)
- Der Weg nach Eisenstadt (1980), fantasia su temi di Haydn
- Marsch-Fantasie (1987)
- Ländler-Fantasie (1989)

Musica concertante
- Concerto Lirico (1967) per pianoforte orchestra
- Introitus - Exodus (1976) per organo e orchestra
- Music for Piano and Orchestra (1990)
- Concerto per violoncello No. 2 (1992)
- Trauermusik per viola e orchestra (1994)

Musica da camera
- Musica per undici archi (1970)
- 5 quartetti per archi (1935, 1949, 1968, 1986, 1991)
- 2 quartetti per sassofoni, 1986; Kunst des Kanons, 1991)
- Trio con pianoforte (1981)
- Herbstzeit (1982) per trio d'archi e pianoforte
- 9 bagatelle per trio di fiati, trio d'archi e pianoforte (1984)
- 5 duetti per viola e violoncello (1988)

Pianoforte solo
- Lamento, vier Intermezzi und Marsch (1986)